# パヴェル・クシーシュコフスキー

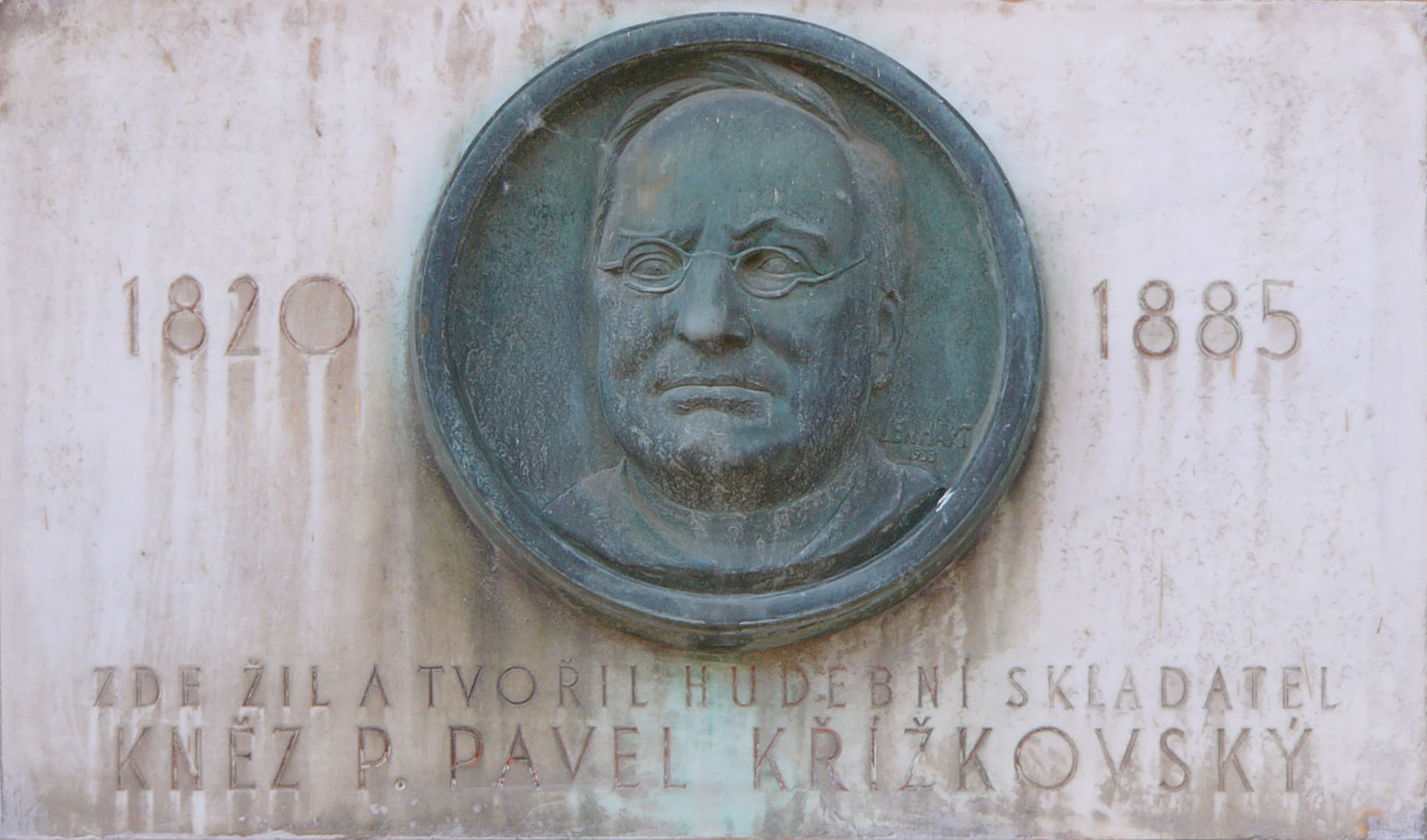
プラハにあるパヴェル・クシーシュコフスキーの記念碑

パヴェル・クシーシュコフスキー（Pavel Křížkovský, 1820年1月9日 - 1885年5月8日）は、チェコの音楽家。ベドルジハ・スメタナとほぼ同世代で、モラヴィアの民謡を編曲し、合唱曲として普及させる活動を行った。レオシュ・ヤナーチェクの師でもある。
1820年に貧しい女性の庶子として生を受けた。11歳の時、ネプラホヴィツェの教師イジー・ヤナーチェクのもとに連れて行かれ、1年間ヤナーチェクの下で学んだ。この間に、音楽の才能を発揮し、聖歌隊養成学校に奨学金付きで入学した。その後オロモウツ大学で哲学を学び、1845年に聖アウグスチノ修道会系修道院に入った。神学研究の課程で、民謡の収集家であったフランティシェク・スシル（1804年 - 1868年）に出会い、彼の下で学ぶうちにモラヴィア民俗音楽の魅力に開眼した。この頃から、彼はブルノの社会文化活動サークル、ブルノ・ベセダに関わるようになり、やがてその中心人物となっていった。
男声合唱用に優れた合唱曲を編曲・作曲している。『溺死した娘』という合唱曲は、存命中からかなりの名声を得ていた。また、1863年に作曲したキュリロスとメトディオスの千年祭のためのカンタータの改訂版には、変則的な金管アンサンブルが伴奏に用いられているが、1873年にヤナーチェクが作曲する『戦争の歌』に類似のアンサンブルによる伴奏が見られ、影響関係が示唆される。
モラヴィアの民謡を楽譜にとどめ、才気豊かな和声をつけて四声の合唱音楽に仕立て上げることで、祭りや家庭で口ずさむものから、コンサートホールで歌うものへと磨き上げた。作品の特徴は、旋律が繰り返される時、前回登場した時とは少しずつ変奏が加えられている点にある。これは民謡が世代間、地域間で伝達される時に生じる変化を模倣したものだと言われる。
1865年、恩師の息子レオシュ・ヤナーチェクが彼の修道院に預けられた。当時、ヤナーチェクは11歳、偶然にもクシーシュコフスキーがイジー・ヤナーチェクの下に連れて行かれたのと同い年であった（こうした偶然が、ヤナーチェクに与えた影響は決して小さなものではなかった。「利口な女狐の物語」参照）。ヤナーチェクはクシーシュコフスキーを「作品の精神を彼ほど深く探ったものはなかった。彼ほどの大胆さと確信を持って作曲家の魂に達したものもなかった」と回想している。
クシーシュコフスキーの指導は厳しく、また聖歌隊ではパート練習を一切させず常に全パートで練習させた。このやり方を「組織的でない」と批判したヤナーチェクにとっても、その時間は楽しいひとときであったらしい。ヤナーチェクは、修道院の規則だらけの生活を後年まで忌み嫌っていたにもかかわらず、合唱の時には「確かに神を賛美するために歌ったのだが、自分たちの楽しみのためにも歌っていた」と告白している。
1870年代後半に「セシリア運動」と称する宗教音楽改革がヨーロッパ中に巻き起こると、修道院から大オーケストラが廃止され、少年達への器楽演奏の教育がなくなり、彼らが教会外で演奏することが禁じられた。クシーシュコフスキーはこれに反対したが、1873年からオロモウツの修道院に転属された。ここでも彼は優れた教会音楽を作曲したが、1885年、ブルノの修道院で亡くなった。